# We. The Revolution
We. The Revolution est un jeu vidéo d'aventure et de simulation développé par Polyslash et édité par Klabater, sorti le 21 mars 2019 sur ordinateur et le 25 juin 2019 sur PlayStation 4, Xbox One et Nintendo Switch. Il retrace l'histoire de la révolution française grâce aux grandes affaires du Tribunal révolutionnaire.

## Système de jeu
Le joueur incarne un juge du Tribunal révolutionnaire durant la Terreur. Ce dernier devra rendre la justice en prenant des décisions impliquant le joueur : tenter de démêler les intrigues politiques, et faire face à sa propre famille. Le jeu se déroule à Paris durant la Révolution française, et il faudra que le joueur fasse en sorte de ne pas être considéré comme un ennemi, afin de rester à l'écart de la guillotine.

## Développement
Le studio polonais Polyslash, a annoncé le jeu pour la première fois en mars 2017 par le biais d'un communiqué de presse, il était dit que le jeu sortirait en fin d'année sur ordinateur. Durant la Paris Games Week 2018, le développeur annonce la date de sortie de son jeu qui sera le 21 mars 2019,.
Le jeu est donc sorti le 21 mars 2019 uniquement sur Windows, Linux et macOS. Cependant, le studio a annoncé que We. The Revolution, sera disponible sur console.

En mai 2019, Polyslash annonce que le jeu sortira sur Nintendo Switch le 25 juin 2019